# 曾根富美子
曾根富美子（日语：曽根富美子，1958年—），日本漫畫家、油畫畫家。

## 經歷
北海道室蘭市出身，室蘭商業高等學校畢業。
1975年高中三年級時以〈千聖子〉獲得Ribon新人漫畫賞佳作第2席（同期第1席是小椋冬美），1976年刊登於《Ribon正月大增刊號》出道。作品涉及原爆、少年犯罪、精神病、社會問題等，題材多元。
1992年以《親なるもの 断崖》榮獲第21屆日本漫畫家協會賞之優秀賞。

## 筆名
1975年投稿Ribon新人漫畫賞時筆名為「北里智」（翌年作品揭載時標示為「北原智」），發表油畫作品時使用筆名「北乃咲喜」。